# Cartea lui Rut
Cartea lui Rut (în originalul ebraic מגילת רות  „Meggilat Rut” sau „Meghilat Rut”, adică Sulul lui Rut)  este una din cărțile Bibliei ebraice, unul din cele cinci suluri (Meggilot) din cadrul Scrierilor Hagiografice (Ketuvim), fiind situată între Cântarea Cântărilor și Plângerile lui Ieremia. În Scrierile istorice din Vechiul Testament, este situată, conform canonului creștin, între Cartea Judecătorilor și Cartea I a Regilor.

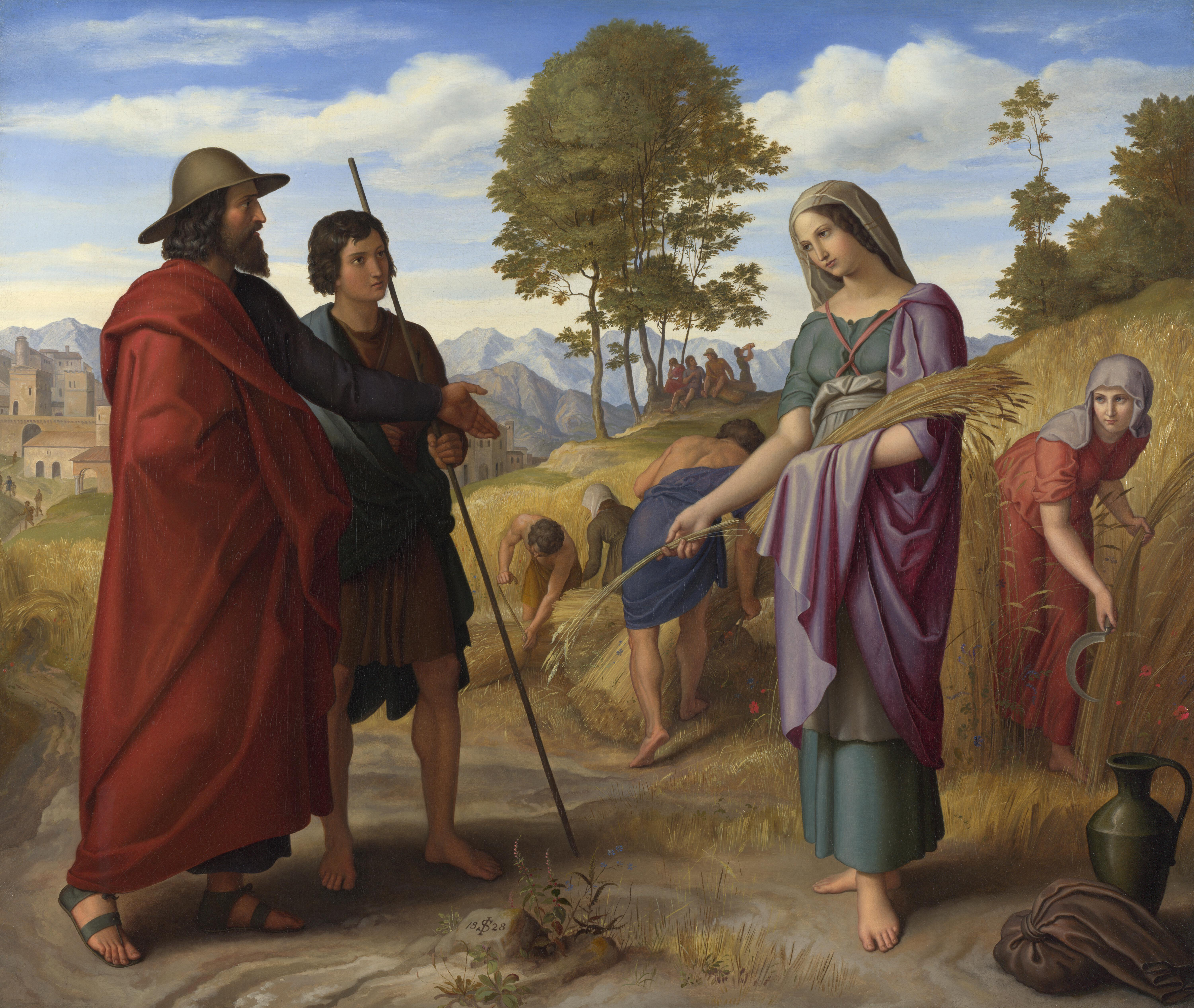
Rut muncind pe câmpurile lui Boaz, pictură de Julius Schnorr von Carolsfeld (1828)

În liturghia evreiască Sulul lui Rut este citit în sinagogă cu ocazia sărbătorii Shavuot. Este o scriere de mică amploare și conține doar patru capitole.

## Conținut
Cartea lui Rut prezintă dragostea și respectul lui Rut, o tânără văduvă de origine moabită, pentru Naomi, mama soțului ei decedat, și efortul ei de a se  integra în societatea iudaică.
Elimelec (Elimeleh în ebraică: Dumnezeu este împărat) și Naomi (în ebraică: plăcută, în unele versiuni românești Noemina) părăsesc Betleemul (în ebraică: Casa Pâinii) din pricina foametei și merg în Țara Moabului. Moartea soțului și după zece ani, a celor doi fii, Mahlon și Kilyon o determină pe Naomi să se reîntoarcă în Betleem. Deși una din nurori, Orfa, rămâne în Moab, cealaltă, Rut, văduva lui Mahlon, se hotărăște să o urmeze pe soacra ei. Amândouă lucrează pe câmpurile unui bărbat înstărit, Boaz (în ebraică: în El este putere, în unele versiuni românești Booz), care s-a dovedit a fi rudă cu Naomi. Acesta, văzând condiția umilă a tinerei Rut, dorește să o răscumpere și o ia de soție. Copilul acestora, Oved, va fi bunicul regelui David, suveran al întregului popor evreu.

## Redactarea cărții

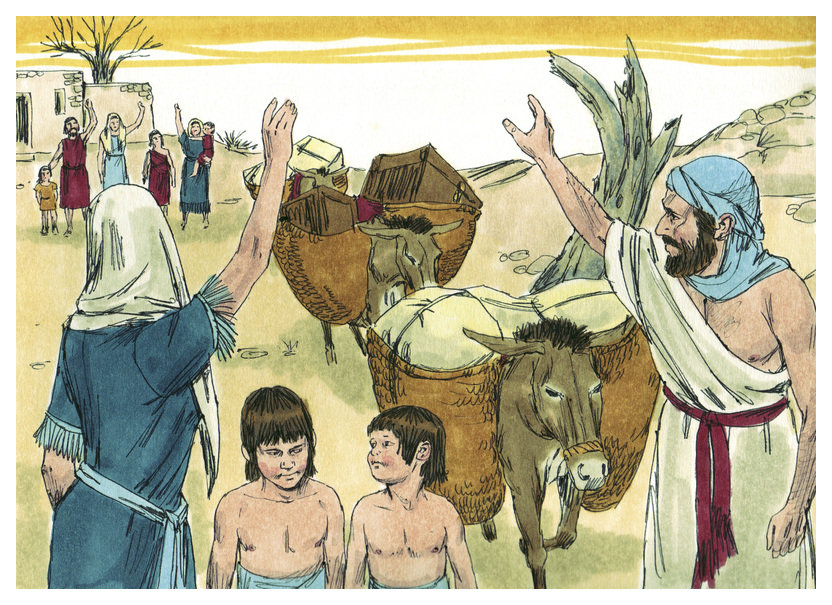
Ilustrație a primului capitol din Biblia ilustrată

După propoziția cu care începe povestirea, acțiunea se desfășoară în Epoca Judecătorilor, înainte de înființarea regatului ebraic antic unificat. Cartea Bava Batra din Talmudul babilonean o plasează în vremea judecătorului Ibtzan (Ibțan) și chiar identifică  personajul Boaz cu acest judecător. Sulul lui Rut se încheie cu o listă genealogică în care este menționat regele David ca urmașul lui Rut și Boaz. Talmudul, respectiv cartea Bava Batra atribuie cartea ca fiind a prorocului Samuil (Shmuel). 
Unii cercetători ai Scripturii au apreciat în trecut că, „Meggilat Rut” a fost scrisă în timpul celui de al Doilea Templu. Așa credea istoricul Heinrich Tzvi Graetz, care era de părere că povestea a fost scrisă cu scopul de a crea polemică împotriva acțiunilor lui Ezra și Neemia (Nehemya) care au îndepărtat cu o atitudine  intransigentă femeile considerate străine, din obște. Alții resping această ipoteză. Numele cu conotație negativă ale celor doi fii evrei căsătoriți, Mahlon și Kilyon și moartea acestora, ar avea legătură cu faptul ca s-au însurat cu femei străine. De asemenea  nu se întrevede în povestire nici o atitudine polemică. Unii susțin că limbajul folosit la scrierea sulului este arhaic și că el a fost scris în vremuri îndepărtate. Ca exemplu este adusă forma de conjugare antică a verbului "a pleca", folosirea formei "והלכתי" (vehalakhti = și ai plecat) la persoana a doua în loc de  והלכְתְ (vehalakht = și te-ai dus) . Această conjugare este caracteristică scrierii de la finele epocii Primului Templu, de exemplu "תדבקין"= se va lipi, asemănător cu   תִּתְחַמָּקִין (te vei eschiva) din Ieremia 31: 22, de asemenea הלכתי = ai fost, în loc de הָלָכְתְּ = ai fost, tot în Ieremia 20, מדוע אתי הלכתי = de ce ai mers cu mine, în Cartea Regi 2, 4, 23 în loc de  מדוע אַתְּ הֹלֶכֶת = de ce te duci, etc. Alți cercetători au argumentat și datarea târzie a cărții Rut cu argumente lingvistice. Se folosește expresia "נשא אישה" = purtat o soție ( "nasá ishá", vezi Rut 1:4) relatată în Biblia târzie precum și în Mishna, care înlocuiește formularea "לקח אישה" = și-a luat o soție (lakah ishá) vezi Facerea 4:19) în Pentateuh. Totuși, expresia נשא אישה = purtat o soție (nasá ishá) este atestată devreme, în Judecătorii 21:23.

## Cartea Rut și sărbătoarea Shavuot
După tradiția evreiască, Cartea Rut se citește în sinagogi de sărbătoarea Shavuot din două motive principale: acțiunea ei se petrece în vremea secerișului, la sărbătoarea Shavuot, iar regele David, strănepotul lui Rut, ar fi murit într-o sâmbătă în timpul acestei sărbători. Aceasta relatare se găsește în Talmudul palestinian (Talmud Yerushalmi) și în cartea Midrash Rut Raba. După o tradiție târzie, ale cărei surse sunt neclare, David chiar s-ar fi născut de Shavuot. Alte conexiuni cu Shavuot, ar fi faptul ca subiectul central al povestirii lui Rut este caritatea, în ebraică „gmilut hassadim”, care este și orientarea Legii lui Moise. Legea, Tora, a fost dăruită Israelului în ziua sărbătorii Shavuot. În cartea Rut se relatează istoria unei moabite care a ales de bunăvoie să respecte regulile Torei și Legea lui Moise.

## Motive literare
Cartea Rut se distinge prin frumusețea ei literară. Firul povestirii este însoțit de o tensiune permanentă, care dispare la sfârșitul povestirii. La început familia e într-o stare nefericită. Când Naomi se reîntoarce la Betleem, concetățenii o primesc cu o satisfacție răutăcioasă și exclamă: הזאת נעמי ?! = asta este frumos ?! „Oare aceasta este Naomi?” Apoi, când Rut îl întâlnește pe Boaz, lucrurile par a se aranja, însă Boaz nu ii da un răspuns limpede în ceea ce privește viitorul, deoarece mai exista problema rudei apropiate care avea, după lege, întâietate la moștenirea soțului decedat al lui Rut. Povestirea are un deznodământ fericit, Rut se căsătorește cu Boaz și au împreună un fiu.

### Nume simbolice
Familia lui Elimeleh pribegește din Betleem, loc al cărui nume  „Casa pâinii” simbolizează existența unui adăpost și siguranța materială, către Șesul Moabului (Sdé Moav), nume, care în concepția  evreilor avea conotații negative, de adversitate  și lipsă de siguranță. (Locuitorii Regatul Moavului sunt menționați în Biblie și în surse arheologice - Stela lui Meșa - ca fiind dușmanii israeliților)  Absența pâinii la Betleem și reapariția ei (כִּי פָקַד ה' אֶת עַמּוֹ לָתֵת לָהֶם לָחֶם - Domnul cercetase pe poporul Său și-i dăduse pâine) este și ea un motiv literar. 
- Personajele cărții poartă și ele nume cu înțeles. Fiii lui Elimeleh (nume sugerând o bună poziție socială) se numeau Mahlon (mahalá = „boală”, în ebraică) și Kilyon (în ebraică „pieire”), în versiunea românească Chilion, interpretat ca nume de rău augur. Cartea Yalkut Shimoni (Rut I, 247) menționează un pasaj din Cronici (I,4,22 - „și Ioas și Saraf, care au stăpânit asupra Moabului, și Iasubi-Lehem.Aceste lucruri sunt vechi” și citează pe Rav și pe amora Shmuel, care susțin că numele originare sau poreclele fiilor lui Elimeleh erau Yoash și Saraf. 
Naomi însăși, tălmăcindu-și numele, striga în fața locuitorilor din Betleem:
אַל תִּקְרֶאנָה לִי נָעֳמִי, קְרֶאןָ לִי מָרָא, כִּי הֵמַר שַׁדַּי לִי מְאֹד Nu-mi mai ziceți Naomi; ziceți-mi Mara căci Cel Atotputernic m-a umplut de amărăciune. (Rut 1,20). Până și numele nurorii Orpa nu ar fi întâmplător ci o aluzie la faptul ca până la urmă a întors spatele (în text - „ceafa”, Oref în ebraică) soacrei Naomi. Numele celeilalte rude care a refuzat la început să o dezlege pe Rut s-a șters și e menționată drept „cutare”  - „ploni almoni”  (Rut 4:1) 
(Pentru mai multe detalii legate de acest subiect,vezi: Raphael Shuchat, "The Use of Symbolism and Hidden Messages in The Book of Ruth","The Jewish Bible Quarterly" XXX:2 2002, pag. 110-117)

### Femei și încălcarea unor norme
Sulul (cartea) lui Rut este singura carte din canonul Bibliei ebraice în care protagoniștii sunt femei. E adevărat că narațiunea începe cu Elimeleh și cei doi fii ai săi, care mor până la versetul al cincilea, și se încheie prin versetul care descrie seria genealogică a nașterii unor băieți.Toată intriga este țesută în jurul a două femei și a faptelor lor. Boaz are un rol mai puțin activ. Povestirea se aseamănă cu cea a lui Iuda (Yehuda) și Tamara(Tamar), părinții fondatori ai tribului Iuda. În ambele povestiri, cei doi fii mai tineri (Er și Onan, respectiv Mahlon și Kilyon)  mor fără urmași masculini după ce au păcătuit sau s-au însurat cu femei străine. Bărbații care trebuiau să dezlege (Ibum) pe cele două femei, Shila (prin porunca tatălui său Iuda) în cazul lui Tamar și ruda anonimă în cazul lui Rut, nu o fac! În ambele cazuri, cele două femei iau inițiativa, își aleg bărbații și au îndrăzneala de a trece peste norme sociale stabilite, pentru a se apropia de ei. În ambele cazuri e vorba de bărbați maturi și cu rol de conducători, a căror relație cu femeile duce la continuarea seminției familiale. În Cartea Rut (4:12) se face chiar aluzia fățișă la precedentul lui Iuda și Tamar. „Sămânța pe care ți-o va da Domnul, prin această tânără femeie, să-ți facă o casă asemenea casei lui Pereț, care s-a născut lui Iuda din Tamar!” וִיהִי בֵיתְךָ כְּבֵית פֶּרֶץ, אֲשֶׁר יָלְדָה תָמָר לִיהוּדָה, מִן הַזֶּרַע אֲשֶׁר יִתֵּן ה' לְךָ, מִן הַנַּעֲרָה הַזֹּאת

## Vezi și
- Povestea lui Rut (1960)